# Placa conmemorativa del Carbayón

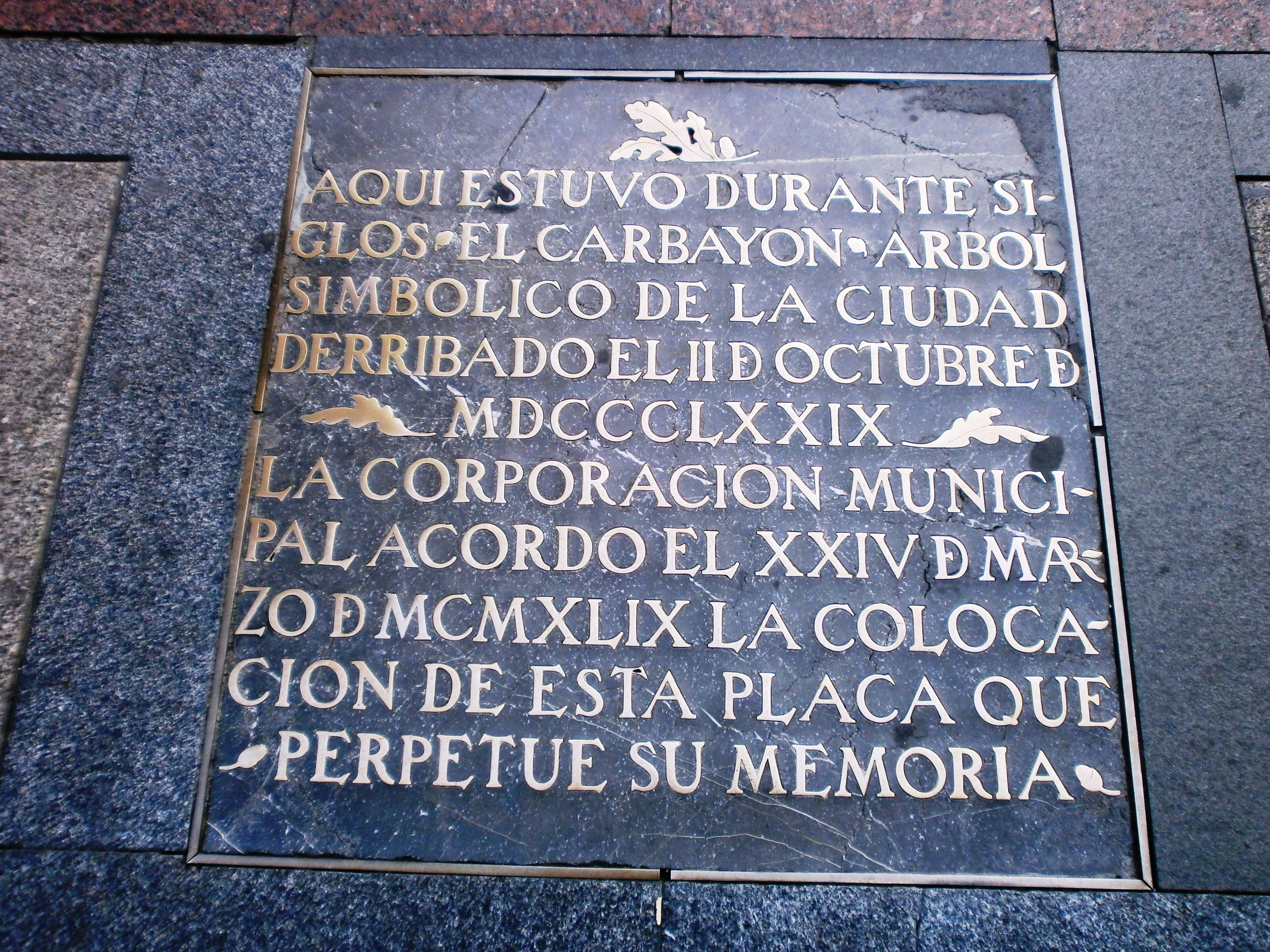

La Placa conmemorativa del Carbayón, ubicada en el suelo de la acera, a la altura del nº 4 de la calle Uría, en la ciudad de Oviedo, Principado de Asturias, España, es una de las más de un centenar  entre esculturas  y placas urbanas que adornan las calles de la mencionada ciudad española.
El paisaje urbano de esta ciudad,  se ve adornado por  obras escultóricas, generalmente monumentos conmemorativos dedicados a personajes de especial relevancia en un primer momento, y más puramente artísticas desde finales del siglo XX.
La placa, quiere recordar el lugar donde estaba situado el Carbayón, un roble de enorme tronco y copa. Este árbol simbólico  de la ciudad de Oviedo, suele respetarse en sus ubicaciones, pero el situado en la calle Uría tuvo que ser derribado en 1879. El Ayuntamiento decidió en 1949 colocar la placa.
En la placa se lee la siguiente inscripción:

Aquí estuvo durante siglos el Carbayón, árbol simbólico de la ciudad, derribado el II de octubre de MDCCCLXXIX. La Corporación municipal acordó el XXIV de marzo de MCMXLIX la colocación de esta placa que perpetúe su memoria.